# آرائیک خاندویان
آرائیک یزنیکی خاندویان (ارمنی: Արայիկ Եզնիկի (Հենդոյի) Խանդոյան با نام مستعار 'گرگ تنها (ارمنی: Միայնակ գայլ) زاده ۱۹ آوریل ۱۹۷۱ - درگذشته ۹ اکتبر ۲۰۱۸) یک فرد نظامی اهل ارمنستان که در جنگ قره‌باغ حضور داشت. خاندویان یکی از افراد دخیل بحران گروگان‌گیری ۲۰۱۶ ایروان بود.

## زندگی‌نامه
وی در ۱۹ آوریل ۱۹۷۱ در ورین ساسونیک به دنیا آمد و در ۹ اکتبر ۲۰۱۸ در سن ۴۷ سالگی بر اثر بیماری مغزی-عروقی در گیومری درگذشت و در گورستان نظامی یرابلور به خاک سپرده شد.

## نگارخانه

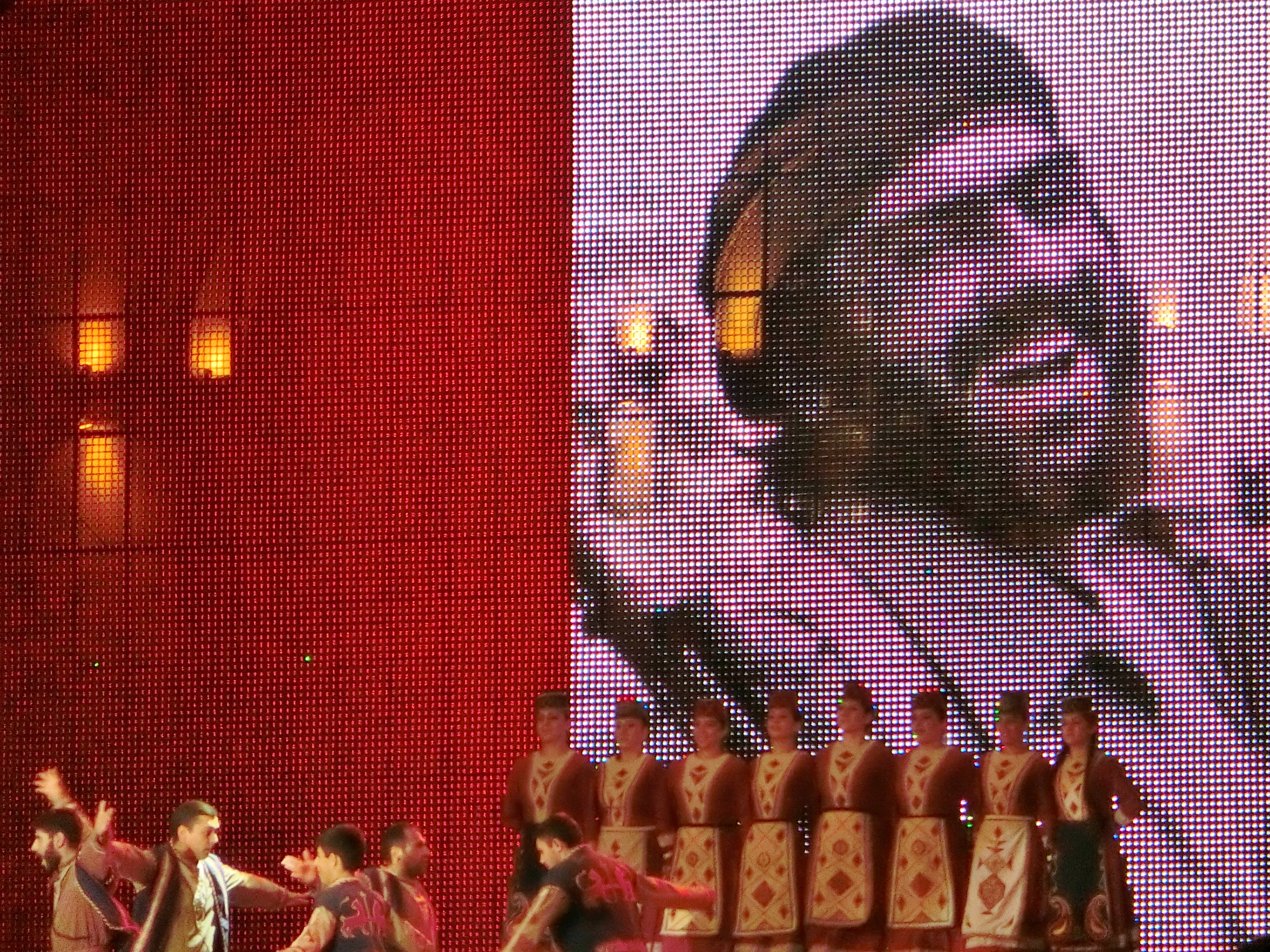
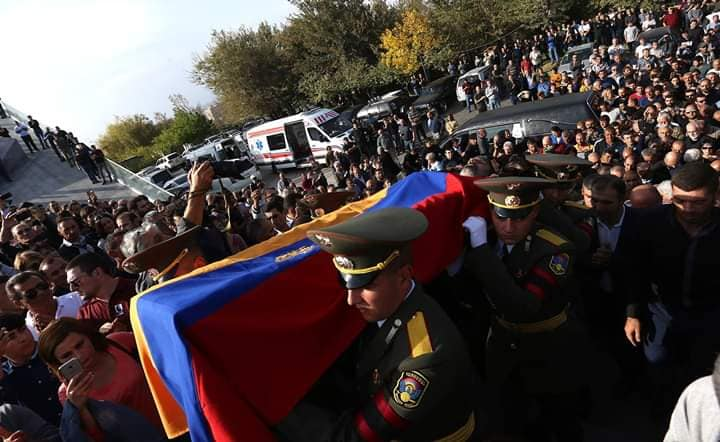
مراسم رسمی خاکسپاری آرائیک خاندویان